# 三令
三令（みれい、Mirei、1992年4月28日 - ）は、日本の歌手、振付師、ヨガインストラクター。元ハロー!プロジェクトメンバー。ハロプロ在籍時の愛称はミー。
千葉県出身。血液型はB型。フリー。
Nissenキャンペーンソング「空がある」参加。舞台『剣狼 -KENROH-』出演。2007年5月13日の『第一回ハロー!プロジェクト新人公演』に出演。その後、同年6月10日をもって活動終了。
2008年8月、オムニバスCD『Girls盆踊り』にMIREI名義でボーカリストとして参加、芸能活動を再開。

## 略歴

### ハロプロエッグ時代
- 2004年
  - ハロプロエッグオーディション2004 に合格。
- 2005年
  - 1月、「Hello! Project 2005 Winter ～A HAPPY NEW POWER!紅組～」の東京公演にバックダンサーとして出演。ハロプロエッグが初のお披露目となる。2006年3月19日、さいたまスーパーアリーナで行われた「Hello!Project SPORTS FESTIVAL 2006」において、キックベースボールの試合でのアシスタントとして参加。
- 2006年
  - Nissen 飛行船プロジェクト2006で福田花音、岡田ロビン翔子、北原沙弥香、橋田三令の歌唱によるキャンペーンソング「空がある」が公開。
  - 舞台　X-QUEST「剣狼 -KENROH-」に出演。東京芸術劇場にて行われ、主演は、稲葉貴子。ハロプロエッグから、橋田三令・武藤水華・後藤夕貴・古川小夏が出演した[1]。
- 2007年
  - お正月、中野サンプラザ、横浜アリーナで開催されたハロコンでバックダンサーを務める。
  - 5月13日、「第一回ハロー！プロジェクト新人公演～さるの刻～/～とりの刻～」をハロプロエッグ（THEポッシボー含む）及び℃-uteの有原栞菜、モーニング娘。8期メンバーの光井愛佳・ジュンジュン・リンリンの出演により、渋谷C.C.Lemonホールにて開催された。
  - 6月10日、自身の方向性の違いによってハロプロエッグを卒業。

### エッグ卒業後
- 2008年
  - ソニー・ミュージックエンタテインメント主催ライブイベント型オーディション「tobiLabo」（トビラボ）シンガー部門で、2008年3月、4月と２回連続優勝。
  - 2008～2011年
    - 二子玉川pink noise(現在は閉店)、渋谷Vuenos、Star Loungeなどを中心にライブ活動を行う。

  - 2013年6月26日　自身初となるシングル「My Song / Tell me what u want!!」をリリース[2]。
  - 2013年～現在
    - 地元柏市がジャケットとなった、CDリリースをきっかけに地元での活動を始める。我孫子市からは、”我孫子の歌姫”とも名付けられている。

## 人物
- 姉が二人。三姉妹の末っ子。
- 保育園の時から、父親が好きで聞いていた米倉利紀の「Yes,I do」をリピートして聞いていた[3]。
- 姉の影響で、DA PUMPやSPEEDに興味を持ち、小学校3年生からダンスを習う。
- HIPHOP、クランプ、LOCK、パンキングを得意とする。
- 中学生の頃、4人組のLOCKダンスグループを組み、ダンスコンテストで二度の入賞を果たす。
- 小学生の頃は、陸上部。種目は、短距離。我孫子市で三位の実績も残す[4]。
- ハロプロエッグ時代、交流の深いメンバーは同い年の橋本愛奈、古川小夏[5]。
- 橋本愛奈とは、あいにゃん、めーたんと呼び合うほど仲だ。
- 当時、真野恵里菜は彼女のダンスやボーイッシュな服装に憧れていたという。
- 最近では、元アンジュルムの福田花音と仲がいいこともSNS上で明かしている。
- 言語は、日本語と韓国語。
- 韓国系の仕事が多い為、韓国語も多少話せる。
- 韓国人の音楽友達が多い。
- 韓国の有名作家チーム Monotree のメンバーと交流が深い。コーライティング（Co-Writing）にも仮歌として参加。
- 17歳から、日本の作家事務所Digzとも関わり、仮歌やコーラスなどのレコーディングを行う。（調査によると所属はしていない）
- 父親は九州男児。三姉妹の中で唯一お酒が飲めるのは彼女だけだという。好きなお酒は、ビールと熱燗。
- 食わず嫌いはホルモン。飲み込むタイミングがわからないものは基本食べない。大好物は、お刺身、焼き鳥。
- ヨガ全米資格RYT200の資格取得[6]。

## 作品
（備考がない場合は全てバッキング・ボーカル、コーラスとして参加）

### 板野友美

#### シングル
| リリース日    | タイトル        | 参加楽曲                            |
| ------------- | --------------- | ----------------------------------- |
| 2012年4月25日 | 10年後の君へ    | 「Clone / lose lose」               |
| 2013年6月12日 | 1%              | 「1%」「白黒」「Sister」「8 years」 |
| 2014年2月5日  | little          | 「little」「Deep In Lise」          |
| 2015年7月1日  | Gimme Gimme Luv | 「Gimme Gimme Luv」                 |
| 2017年5月17日 | #いいね!        | 「ドウシテ」                        |

#### アルバム
| リリース日    | タイトル   | 参加楽曲                                                        |
| ------------- | ---------- | --------------------------------------------------------------- |
| 2014年7月2日  | SxWxAxG    | 「1％」「Clone」「lose-lose」「little」「JAN-PARAN!!」「Crush」 |
| 2016年11月2日 | Get Ready♡ | 「OMG」「Gimme Gimme Luv」「I AM」                              |

### 少女時代

#### シングル
| リリース日    | タイトル | 参加楽曲    |
| ------------- | -------- | ----------- |
| 2011年4月27日 | MR.TAXI  | 「MR.TAXI」 |

#### アルバム
| リリース日   | タイトル         | 参加楽曲                   |
| ------------ | ---------------- | -------------------------- |
| 2011年6月1日 | GIRLS’GENERATION | 「MR.TAXI」「Let It Rain」 |

### 剛力彩芽

#### シングル
| リリース日     | タイトル             | 参加楽曲                          |
| -------------- | -------------------- | --------------------------------- |
| 2013年7月10日  | 友達より大事な人     | 「Girls'Talkin」（カップリング）  |
| 2014年10月29日 | くやしいけど大事な人 | 「Brand New Day」（カップリング） |

#### アルバム
| リリース日   | タイトル | 参加楽曲    |
| ------------ | -------- | ----------- |
| 2015年4月8日 | 剛力彩芽 | 「Rainbow」 |

- 以下、シングルのみ

### Rev. from DVL
| リリース日    | タイトル                    | 参加楽曲         |
| ------------- | --------------------------- | ---------------- |
| 2014年12月3日 | REAL-リアル-/恋色パッション | 「REAL-リアル-」 |

### 橋本環奈
| リリース日    | タイトル           | 参加楽曲                    |
| ------------- | ------------------ | --------------------------- |
| 2016年2月23日 | セーラー服と機関銃 | 通常盤Type-B「Little Star」 |

### FRESH ANGELS
| リリース日    | タイトル    | 参加楽曲        |
| ------------- | ----------- | --------------- |
| 2017年6月25日 | Anniversary | 「Anniversary」 |

### モデルガールズ
| リリース日    | タイトル         | 参加楽曲             |
| ------------- | ---------------- | -------------------- |
| 2013年12月4日 | WE ARE THE GIRLS | 「WE ARE THE GIRLS」 |

### SAY!
| リリース日     | タイトル                      | 参加楽曲                          | 備考     |
| -------------- | ----------------------------- | --------------------------------- | -------- |
| 2012年8月8日   | OMG!!                         | 「OMG!!」                         | ガヤ参加 |
| 2012年11月28日 | ペダル feat.般若＆SHINGO★西成 | 「ペダル feat.般若＆SHINGO★西成」 | ガヤ参加 |

## 歌詞提供

### Lily.μ

#### ミニアルバム
| リリース日    | タイトル | 参加楽曲       |
| ------------- | -------- | -------------- |
| 2012年9月12日 | 7 Muse   | 「新しい季節」 |

### チョン・ニコル(元KARA)

#### アルバム
| リリース日    | タイトル | 参加楽曲          |
| ------------- | -------- | ----------------- |
| 2016年4月27日 | bliss    | 「Dream Of Love」 |

## 仮歌/ガイドボーカル

### Apink

#### シングル
| リリース日    | タイトル       | 参加楽曲                            |
| ------------- | -------------- | ----------------------------------- |
| 2016年3月23日 | Brand New Days | 「新しい季節」                      |
| 2016年4月27日 | bliss          | 「Yeah(Japanese Ver.）」            |
| 2016年8月3日  | サマータイム！ | 「サマータイム！」「Sunshine Girl」 |
| 2017年3月29日 | Bye Bye        | 「Bye Bye」「ぱぴぷぺPON！」        |
| 2017年7月25日 | もっとGO!GO!   | 「もっとGO!GO!」「I’m in Love」     |
| 2017年11月8日 | Orion          | 「Orion」「Rainbow」                |

#### アルバム
| リリース日     | タイトル     | 参加楽曲       |
| -------------- | ------------ | -------------- |
| 2016年12月21日 | PINK DOLL    | （全12曲全て） |
| 2017年12月27日 | Pink Stories | （全12曲全て） |

#### スペシャルアルバム
| リリース日    | タイトル                | 参加楽曲       |
| ------------- | ----------------------- | -------------- |
| 2018年4月18日 | Apink SINGLE COLLECTION | （全12曲全て） |

### MOMOLAND

#### シングル
| リリース日    | タイトル    | 参加楽曲                                                               |
| ------------- | ----------- | ---------------------------------------------------------------------- |
| 2018年6月13日 | BBoom BBoom | 「BBoom BBoom -Japanese ver.-」「Welcome to Momoland -Japanese ver.-」 |
| 2018年11月7日 | BAAM        | 「BAAM -Japanese ver.-」「Only one you -Japanese ver.-」               |

### Red Velvet

#### シングル
| リリース日   | タイトル     | 参加楽曲                      |
| ------------ | ------------ | ----------------------------- |
| 2018年7月4日 | ＃Cookie Jar | 「＃Cookie Jar」「Aitai-tai」 |

## ツアー・バックコーラス

### SE7EN
- 4大都市ツアー「SE7EN 10th Anniversary Tour in Japan」(2015年10月30日～11月9日)